# Filosofía (tipografía)
Filosofía es un grado tipográfico que equivale a unos 10 puntos. Está entre los grados de Breviario y Lectura Chica (que es mayor).
Otra denominación para el mismo cuerpo era Entredós (véase). 
La fundición tipográfica digital Emigre lanzó en 1996 el tipo Filosofia, diseñado por Zuzana Licko y basado en los diseños de Bodoni que dominaron el siglo XIX. En Italiano el mismo grado también recibía el nombre Filosofia y así aparece en los catálogos que profusamente editó la fundición parmesana de Bodoni.